# Заросляк апуримацький
Заросляк апуримацький (Atlapetes forbesi) — вид горобцеподібних птахів родини Passerellidae. Ендемік Перу. Деякі дослідники вважають його підвидом рудоголового заросляка (Atlapetes rufigenis). Вид отримав назву на честь Віктора Куртене Волтера форбеса, британського дипломата в Мексиці, Іспанії і Перу.

## Опис
Довжина птаха становить 17,5 см. Голова руда, тім'я світло-руде. На лобі і навколо очей чорні пляма. Біля дзьоба білі смужки, що нагадують вуса. Верхня частина тіла сіра, горло світло-сіре, нижня частина тіла сіра.

## Поширення і екологія
Апуримацький заросляк є ендеміком Перуанських Анд. Мешкає в регіонах Уанкавеліка, Апурімак і Куско, був зафіксований в регіоні Пуно. Живе в субтропічних і тропічних гірських лісах і чагарниках на висоті від 2500 до 3500 м над рівнем моря.